# Aradac, Banatul Central

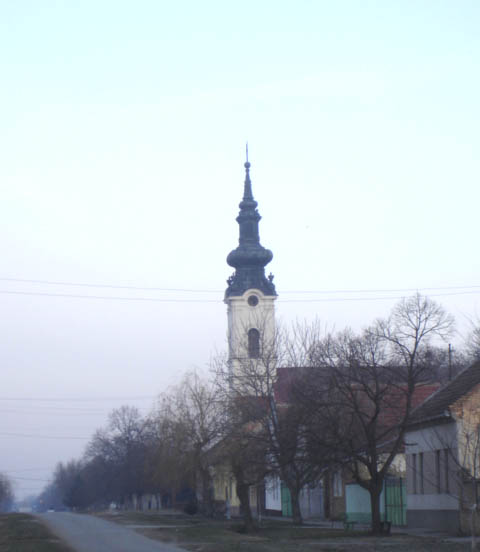
Biserica evanghelică (slovacă) din Aradac

Aradac (maghiară Alsóaradi sau Felsőaradi, germană Aradatz, română Bencec) este o localitate în Districtul Banatul Central, Voivodina, Serbia.

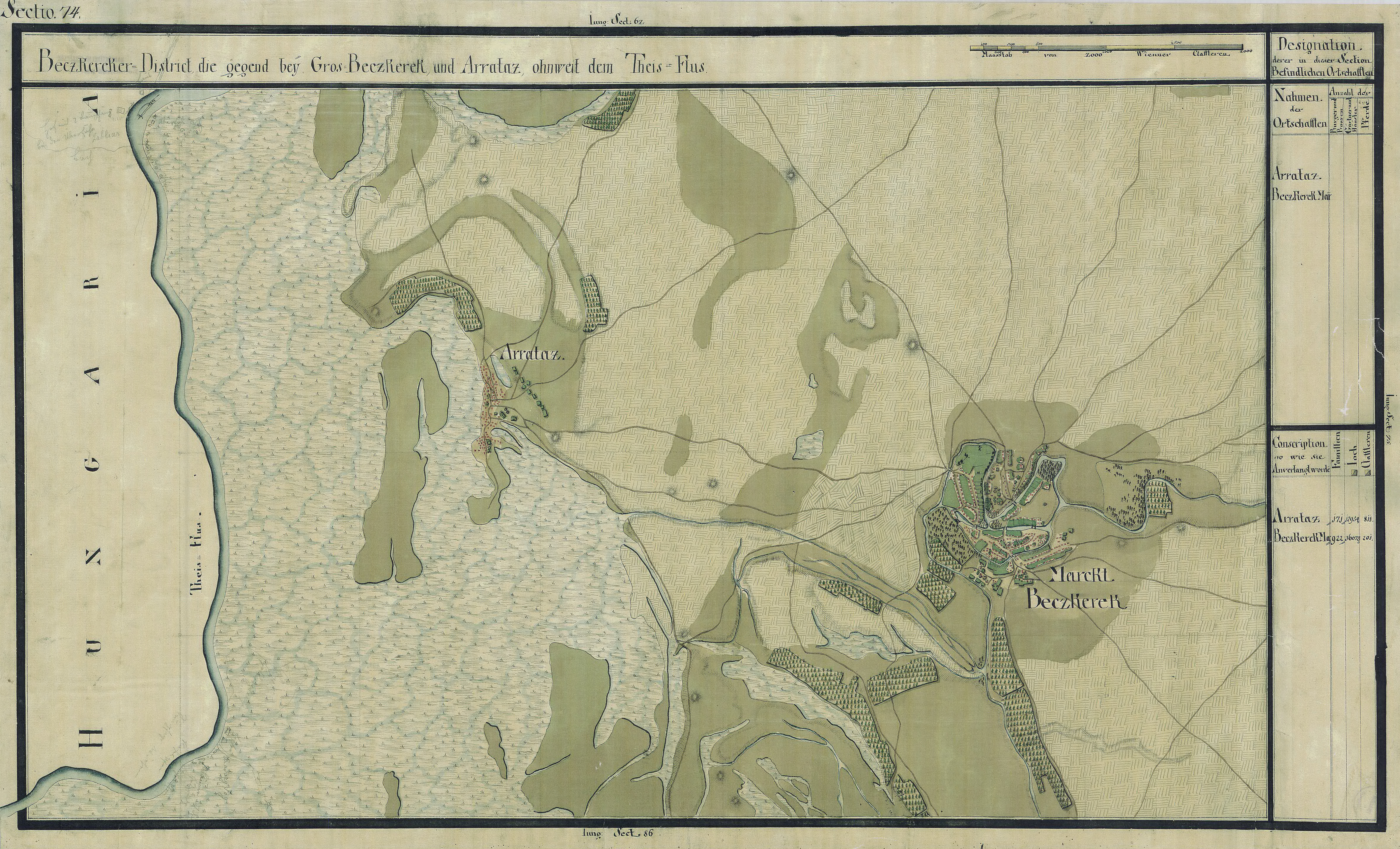
Aradac în Harta Iosefină a Banatului, 1769-72